# Final Fantasy XV
Final Fantasy XV (ファイナルファンタジーXV, Fainaru Fantajī Fifutīn) é um jogo eletrônico de RPG de ação desenvolvido e publicado pela Square Enix. Ele foi lançado mundialmente no dia 29 de novembro de 2016 para as plataformas PlayStation 4 e Xbox One. É o décimo quinto título principal da série Final Fantasy e faz parte da subsérie Fabula Nova Crystallis, formada por jogos que compartilham uma mesma mitologia. Originalmente desenvolvido como um título derivado chamado de Final Fantasy Versus XIII exclusivamente para PlayStation 3, ele foi pensado como uma grande mudança em relação aos jogos anteriores da série, possuindo uma atmosfera focada em ambientes realistas e personagens mais humanos.
Final Fantasy XV se passa em Eos, um mundo similar à Terra moderna. Todas as nações desse mundo foram subjugadas e estão sob o domínio do Império de Niflheim, com a exceção do Reino de Lucis. Noctis Lucis Caelum, herdeiro do trono de Lucis, parte em uma jornada para retomar sua pátria e seu cristal mágico depois deles terem sido tomados por Niflheim nas vésperas de negociações de paz entre os dois países. O jogo apresenta um ambiente de mundo aberto e um sistema de combate em tempo real orientado para a ação semelhante a aqueles presentes em Final Fantasy Type-0 e na série Kingdom Hearts, incorporando a habilidade de trocar armas e outros elementos como acampamentos e a condução de veículos.
O desenvolvimento começou em 2006 e durou aproximadamente dez anos. Tetsuya Nomura foi o diretor original e projetista, criando os personagens e o conceito da história. O tamanho do projeto cresceu durante a produção e ele foi renomeado em 2012 como um jogo da série principal e transferido para os consoles da oitava geração. Nomura foi substituído na direção por Hajime Tabata, com vários elementos precisando ser alterados ou revisados a fim do título poder ser completado. Um projeto multimídia chamado Final Fantasy XV Universe foi criado com o objetivo de expandir a história e universo sem a necessidade da produção de jogos adicionais: seus produtos incluem uma minissérie de anime e um filme de computação gráfica.
Final Fantasy XV foi bem recebido pela crítica ao finalmente ser lançado; sua jogabilidade de combate e projeto de mundo aberto foram elogiados de forma geral, enquanto sua história e personagens tiveram uma recepção um pouco mais mista. O jogo foi um grande sucesso comercial, vendendo cinco milhões de unidades em apenas um dia, o suficiente para cobrir todos os custos de produção. Ele também foi indicado e venceu vários prêmios de final de ano. Vários conteúdos extras foram lançados, desde episódios de histórias centrados nos personagens principais até a adição de um modo multijogador online. Versões especiais para dispositivos móveis, Microsoft Windows e Nintendo Switch estrearam posteriormente em 2018.

## Jogabilidade
Final Fantasy XV é um RPG eletrônico de ação. Os personagens podem andar livremente pelos ambientes do jogo. Um sistema climático dinâmico está presente em todas as áreas, com efeitos transitórios como chuva afetando elementos como as roupas dos personagens. Durante a navegação, marcadores podem ser colocados pelo mapa a fim de auxiliarem na orientação. O mundo do jogo é uma enorme massa de terra que pode ser explorada a pé, por carro ou cavalgando chocobos, aves galiformes recorrentes da franquia Final Fantasy. Telas de carregamento ocorrem apenas quando os personagens entram em alguma cidade ou vilarejo. O jogador pode visitar tais lugares para descansar em hotéis ou comprar ingredientes para as refeições preparadas durante os acampamentos. Os personagens possuem um carro próprio chamado Regalia, que pode ser dirigido por Noctis ou por Ignis, dessa forma ativando a opção de direção automática pela inteligência artificial. Esse veículo é cuidado pela mecânica Cindy. O Regalia pode ser modificado a fim de tornar-se também uma aeronave, permitindo que o grupo voe pelo mapa de jogo. É necessário alugar chocobos para poder cavalgá-los.
Um sistema de dia e noite afeta a aparição de inimigos pelo mapa do mundo. Um dia no jogo equivale a uma hora em tempo real, com as habilidades de combate dos personagens caindo caso eles não durmam e descansem. Tipo, número e força dos inimigos mudam dependendo da hora do dia. Existe também um sistema dinâmico de clima, com efeitos passageiros como a chuva afetando coisas como as roupas dos personagens. Acampar durante a noite é necessário para que os personagens mantenham sua performance de combate e subam de nível: pontos de experiência ganhos durante as batalhas são convertidos em novos níveis durante os períodos de acampamento. Os acampamentos formam um local seguro durante a exploração, com pratos podendo ser cozinhados a partir de ingredientes comprados ou encontrados e que dão bônus especiais aos personagens. Os bônus diminuem de intensidade com o passar do tempo, com novas refeições sendo necessárias para renová-los. O jogador pode retornar ao acampamento a qualquer momento uma vez que ele seja estabelecido. Minijogos, como pescaria, também estão disponíveis. Missões são recebidas de personagens não jogáveis espalhados pelo mundo, com sua realização gerando pontos de experiência e dinheiro. Itens adquiridos podem ser vendidos em certas áreas específicas.

### Combate

O sistema de combate Active Cross Battle, com Noctis atacando um animal hostil em um dos ambientes abertos do jogo.

XV usa um sistema de batalha em tempo real orientado para a ação chamado de Active Cross Battle. Ao invés utilizar um sistema de menus, o jogador seleciona os comandos diretamente através de botões específicos do controle, como "ataque", "magia", "técnica" e "item"; existem outros tipos de ação como saltos. Os combates ocorrem no ambiente em que o jogador se encontra em vez de realizarem uma transição para uma arena separada, podendo ser desde campos abertos até interiores de edifícios. Um medidor de ameaça aparece ao se aproximar de inimigos, ficando mais intenso a medida que os personagens aproximam-se dos inimigos. A batalha começa caso cheguem muito próximos ou sejam avistados. Sair da zona de combate em batalhas normais encerra o confronto. Cada personagem tem pontos de vida próprios, enquanto o protagonista Noctis também usa pontos de magia. Pontos de vida são drenados quando um personagem sofre dano, com alguns inimigos sendo capazes de diminuir o número máximo de pontos de vida com seus ataques. Caso os pontos de vida acabem, o personagem entra no Modo de Perigo, período limitado em que algum item de recuperação precisa ser usado, do contrário o personagem é derrotado e sai de combate. O jogo termina caso Noctis seja derrotado. Os pontos de magia recuperam-se automaticamente quando não são utilizados.
Noctis é o único personagem jogável e pode realizar três ações diferentes em batalha: o ataque padrão; dobra, que o teletransporta para uma área alvo ou inimigo; e defesa, que bloqueia e se esquiva de ataques. Existe a opção do Modo de Espera, em que a batalha congela caso o jogador não realize uma ação, permitindo selecionar quais inimigos atacar ou quais ações tomar em seguida. O jogador tem acesso a uma grande variedade de armas, incluindo espadas, montantes, machados, escudos, pistolas e adagas. Essas armas podem ser alteradas manualmente pelo jogador. O tipo de arma equipada determina a velocidade de ataque e o dano infligido. Além dos ataques normais, há ataques que infligem mais dano dependendo da posição de Noctis, além do ataque em dobra. Ataques inimigos podem ser bloqueados, com o jogador podendo contra-atacar dependendo da qualidade do bloqueio. Há também armas especiais chamadas Armas Reais, que o jogador pode utilizar a fim de conjurar um ataque chamado Armiger. As Armas Reais são muito mais poderosas que armas normais, porém consomem pontos de vida sempre que usadas.
Os companheiros de Noctis são controlados pela inteligência artificial do jogo, porém mesmo assim podem realizar comandos especiais selecionados e ativados pelo jogador. Ataques cooperativos entre Noctis e seus companheiros podem ser acionados após um bloqueio bem sucedido ou depois de um ataque específico acontecer. Um medidor específico se preenche durante a batalha, que quando cheio permite que o jogador envie comandos para seus companheiros, com cada personagem tendo uma variedade de ações diferentes que podem ser definidas pelo jogador através de um menu, como por exemplo Gladiolus fazer um poderoso ataque giratório, Ignis marcar inimigos para Noctis atacar ou Prompto disparar um sinalizador que distrai e retarda inimigos. O jogador pode iniciar um ataque especial logo depois dessas ações. É possível também realizar um Armiger Chain, em que as Armas Reais são dividas entre Noctis e seus companheiros antes de lançarem um ataque único.
A magia é separada em dois tipos: elemancia e anel. A primeira e subdivida em três categorias: fogo, gelo e eletricidade. Energias elementais são coletadas de pontos específicos espalhados pelo mapa, podendo serem utilizadas na criação de bombas mágicas. Elemancia também pode ser combinada com itens específicos a fim de adicionar efeitos novos, como curar companheiros ao mesmo tempo que fere inimigos. Magia do anel pode ser acessada depois de Noctis adquirir o Anel dos Lucii na história, ganhando acesso a habilidades mágicas muito mais poderosas como Morte, que drena a vida de inimigos. Os monstros convocáveis do jogo são os Astrais, que são capazes de lançar ataques devastadores contra inimigos. Essas convocações incluem recorrentes da série como Titã, Leviatã, Ramuh e Shiva. Os tipos de ataque, e se eles chagarão a aparecer ou não, dependem do ambiente e situação; por exemplo, Leviatã só pode ser convocado em áreas abertas com um corpo de água por perto. Personagens convidados podem fazer parte temporariamente do grupo em determinados pontos da história, com eles possuindo seus ataques e habilidades próprias.

### Multijogador
Um modo multijogador intitulado Comrades foi lançado como uma expansão, contendo uma jogabilidade tirada do jogo principal e adaptada para multijogador. Os jogadores assumem o papel de um avatar customizável e participam de uma porção da história que foi pulada na narrativa principal. O jogo começa com os jogadores escolhendo o gênero, penteado, roupa e outras características de seu personagem. O jogador recebe missões a partir de uma base junto com outros três jogadores. Enfrenta-se monstros em missões de expedição ou na defesa de transportes; ao final, os jogadores são recompensados com Gil, materiais utilizados para a criação de artefatos e no aprimoramento de armas, e "Estilhaços de Meteoro" que podem ser usados para prover energia a assentamentos e desbloquear novas missões. Algumas áreas desbloqueiam Tumbas Reais que concedem ao jogador um Símbolo Real; estes aumentam estatísticas específicas e concedem novas habilidades, como cura ou maior número de movimentos de combate. Os jogadores têm acesso a uma variedade de tipos de armas, desde espadas normais a maças, que podem ser aprimoradas a fim de aumentar suas habilidades passivas como dano infligido.

## Sinopse

### Mundo
Final Fantasy XV se passa em mundo ficcional semelhante à Terra chamado Eos, que é dividido em três continentes: Lucis, Accordo e Niflheim. O Reino de Lucis fica localizado na parte nordeste do mundo e está na posse de um artefato mágico conhecido apenas como o Cristal, entregue pelas divindades de Eos séculos antes para a dinastia Caelum e acessado por meio do hereditário Anel dos Lucii. O Protetorado de Accordo fica na parte sul do mundo e é uma nação insular formada pela união de várias cidades livres. O continente de Niflheim abriga duas nações: o tecnologicamente avançado Império de Niflheim e o Reino de Tenebrae, este último governado pelas Oráculos – uma sacerdotisa capaz de entrar em comunhão com as divindades de Eos e impedir a Praga das Estrelas, um cataclismo que absorve toda luz natural e permite que monstros conhecidos como Demônios vaguem livres. Parte central da mitologia do mundo são os Astrais, seis seres divinos que servem como guardiões do mundo natural ao mesmo tempo que mantém distância dos assuntos humanos, além do Rei Verdadeiro, uma figura lendária profetizada a aparecer quando a escuridão ameaçar o mundo.
Lucis esteve em guerra com Niflheim por séculos, com o segundo conseguindo por fim subjugar todos os países de Eos. A cidade de Insomina, capital de Lucis, permanece como o único local não conquistado devido à Muralha: um escudo mágico criado pelo Cristal que impede que forças invasoras entrem na cidade, porém aos custos da força vital do rei. O jogo começa quando um armistício é declarado entre Lucis e Niflheim, encerrando a última guerra envolvendo as duas nações. Um tratado de paz é definido e, como parte dos acordos, o príncipe Noctis deverá se casar com a senhorita Lunafreya de Tenebrae.

### Personagens

Os quatro personagens principais de Final Fantasy XV: Ignis, Prompto, Noctis e Gladiolus.

O único personagem jogável de Final Fantasy XV é Noctis Lucis Caelum, o protagonista do jogo e o Príncipe Herdeiro de Lucis, abençoado com poderes especiais a partir de um incidente em sua juventude. Em sua jornada ele é acompanhado principalmente por Gladiolus Amicitia, uma figura fraterna de Noctis e herdeiro de uma família nobre que tem protegido a realeza de Lucis por gerações; Ignis Scientia, um pródigo estrategista militar e amigo de infância de Noctis; e Prompto Argentum, um amigo do príncipe oriundo de uma classe social mais baixa.
Dentre os outros personagens estão Lunafreya Nox Fleuret, amiga de infância de Noctis e sua noiva, além de uma Oráculo de Tenebrae; Regis Lucis Caelum CXIII, pai de Noctis, Rei de Lucis e guardião do Cristal; Iedolas Aldercapt, o Imperador de Niflheim; Cor Leonis, um homem famoso em Lucis como um dos três guerreiros mais poderosos do reino, além de ser um amigo próximo e de longa data do rei; Iris Amicitia, a irmã mais nova de Gladiolus; Ravus Nox Fleuret, o irmão mais velho de Lunafreya e alto comandante das forças imperiais; Cindy Aurum, a mecânica do veículo da companhia de Noctis; Ardyn Izunia, chanceler de Niflheim e principal antagonista; Cid Sophiar, o avô de Cindy; Gentiana, a atendente pessoal de Lunafreya; e Aranea Highwind, uma mercenária trabalhando no exército imperial.

### Enredo
Noctis e seus amigos Gladiolus, Ignis e Prompto partem em direção da cidade de Altissia em Accordo, onde Noctis se casará com Lunafreya. No meio do caminho eles recebem notícias de um ataque de Niflheim contra Lucis e o roubo do Cristal, além de que Regis foi assassinado. O grupo encontra-se com o marechal Cor Leonis, que encarrega Noctis de recuperar as Armas Reais pertencentes aos antigos reis de Lucis a fim de resgatar o Cristal e recuperar o trono. Eles também conhecem Ardyn Izunia, o chanceler de Niflheim, que os leva até o Astral Titã no Disco de Cauthess. Noctis consegue derrotar Titã e subjugar as forças imperiais presentes, descobrindo que Lunafreya persuadiu o Astral e lhe conceder seu poder. Os quatro continuam sua jornada por Eos, recuperando várias Armas Reais e encontrando o Astral Ramuh com o auxílio de Gentiana. Eles também descobrem que as noites estão ficando cada vez mais longas e os Demônios estão gradualmente crescendo em número.
O grupo acaba por fim chegando em Atissia, onde Lunafreya se refugiou. Ela desperta a Astral Leviatã para que Noctis possa obter seu poder, porém Leviatã entra em frenesi depois de um ataque de Niflheim. Ardyn aparece e acaba ferindo Lunafreya mortalmente, atrapalhando o ritual, porém ela mesmo assim consegue despertar os poderes de Noctis e assim permiti-lo derrotar a Astral. Lunafreya morre de seus ferimentos, porém seu espírito visita o sonho de Noctis e lhe entrega o Anel dos Lucii. Noctis acorda e descobre que Altissia está em caos e que Ignis ficou cego durante o ataque. O grupo segue em direção da Gralea, capital de Niflheim, a bordo de um trem, entretanto a cegueira de Ignis e prolongado luto de Noctis por Lunafreya criam um certo atrito entre Gladiolus e Noctis, sendo resolvido apenas através de uma reconciliação forçada por Ignis. O trem acaba atacado por forças imperiais e Ardyn engana Noctis a fazê-lo derrubar Prompto para fora da locomotiva. Noctis, Gladiolus e Ignis continuam seu caminho até Gralea, recebendo no caminho a benção da Astral Shiva por meio de Gentiana, que revela ser a forma humana da divindade. O grupo chega em Gralea, porém são atacados por Demônios e separados, com Noctis tendo seus poderes suprimidos, forçando-o a usar o Anel dos Lucii. Ele consegue se reencontrar com seus amigos e resgatar Prompto, seguindo seu caminho pela Fortaleza de Zegnautus e descobrindo que Ardyn transformou tanto Ravus quanto Iedolas em Demônios.
Noctis alcança o Cristal, porém é absorvido por ele. Ardyn aparece e revela ser na verdade Ardyn Lucis Caelum, um antigo curandeiro e rei de Lucis que fora escolhido pelo Cristal séculos antes. Ele salvou Eos ao absorver os Demônios em seu corpo, porém foi ostracizado pelos ancestrais de Noctis. Ardyn tornou-se imortal devido o poder dos Demônios, entretanto sua ascensão foi negada pelos Astrais, desde então procurando vingança contra a dinastia Caelum e o Cristal ao provocar a chegada da Praga das Estrelas enquanto espera pela aparição do Rei Verdadeiro a fim de destruí-los. Noctis encontra o Astral Bahamut dentro do Cristal, descobrindo sobre a profecia do Rei Verdadeiro que irá limpar a Praga das Estrelas e restaurar luz ao mundo. Ele se prepara para cumprir seu destino. Noctis retorna para Eos dez anos depois, reencontrando-se com seus amigos, que estavam enfrentando Demônios desde que o mundo mergulhou na completa escuridão. Eles seguem para Insomnia e derrotam o Astral Ifrit, com Noctis confrontando e matando Ardyn. Noctis então ascende ao trono e usa o poder do Anel dos Lucii e a luz do Cristal para sacrificar-se e expurgar a Praga das Estrelas do mundo, conseguindo destruir o espírito de Ardyn com a ajuda de Lunafreya, Regis e os reis de Lucis. Noctis e Lunafreya se reencontram e se casam no pós-vida, com a luz retornando para Eos.

## Desenvolvimento

### Equipe

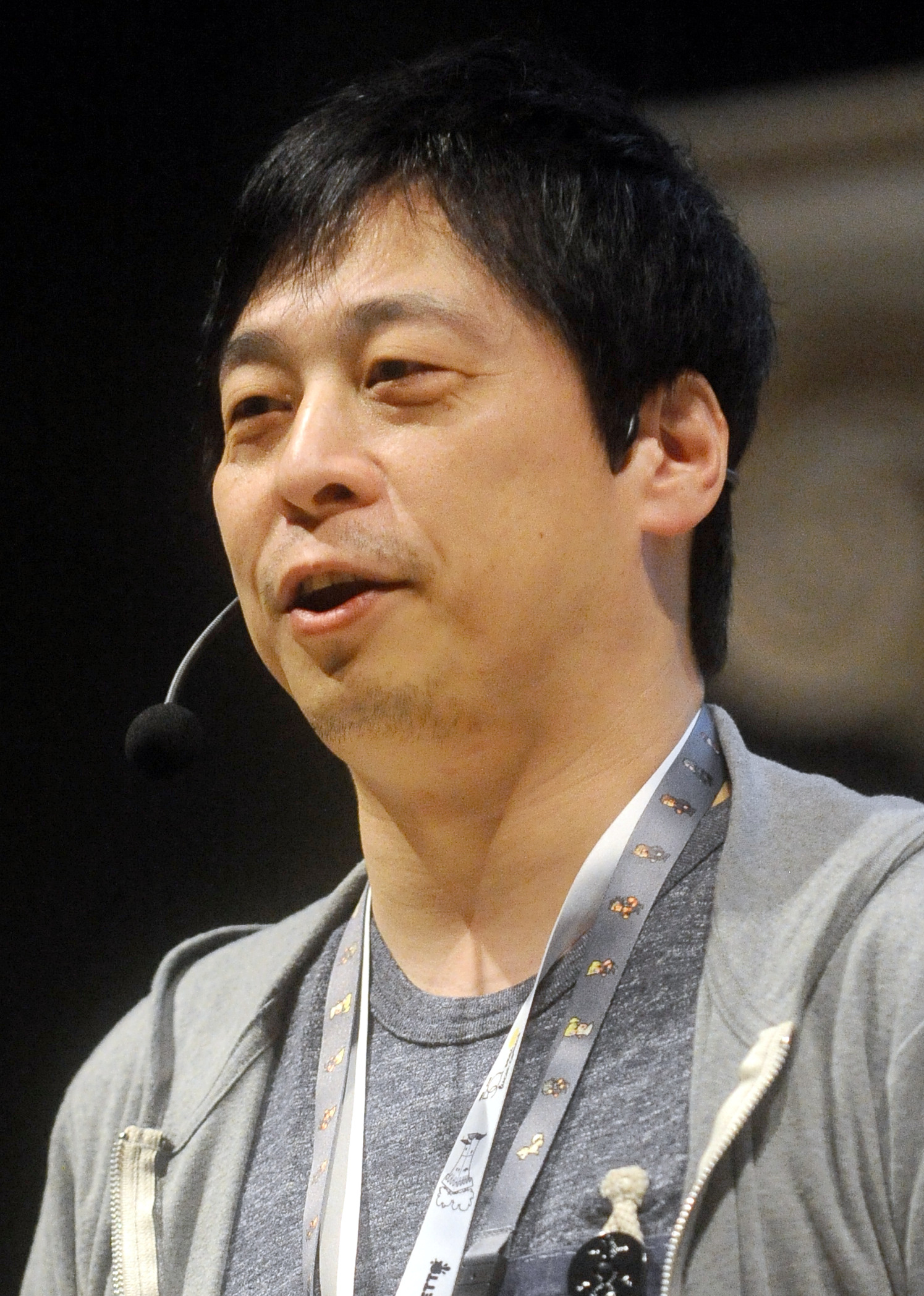
Hajime Tabata assumiu a posição de diretor depois da renomeação do jogo em 2012.

Final Fantasy XV era originalmente um título spin-off chamado Final Fantasy Versus XIII, criado pela Square Enix como parte da franquia Final Fantasy. Era dirigido por Tetsuya Nomura e produzido por Shinji Hashimoto e Yoshinori Kitase. Nomura criou a história original, desenhou os personagens principais e também era um dos projetistas de jogo originais. As animações em computação gráfica foram dirigidas por Takeshi Nozue, que anteriormente tinha trabalhado no filme Final Fantasy VII: Advent Children. A música foi composta por Yoko Shimomura, enquanto o roteiro foi escrito pelo roteirista regular da franquia Kazushige Nojima. Tomohiro Hasewaga era o diretor de arte, o projetista mecânico era Takeyuki Takeya, e o diretor de planejamento de eventos era Jun Akiyama. A ilustração do logo foi realizada por Yoshitaka Amano
Houve várias alterações na equipe após a renomeação e mudança de plataforma do jogo em 2012, porém Hashimoto, Shimomura, Hasegawa e Nozue mantiveram suas posições. Nomura inicialmente ficou como co-diretor ao lado de Hajime Tabata, diretor de Crisis Core: Final Fantasy VII e Final Fantasy Type-0, e depois foi transferido para trabalhar em outros projetos enquanto Tabata assumiu a direção sozinho. Saori Itamuro virou a nova roteirista, usando o roteiro original de Nojima como base de seu trabalho. Kitase deixou o projeto, com Yusuke Naora, Isamu Kamikokuryo e outros artistas da equipe de Type-0 sendo trazidos. A arte original de Yamano para o logo foi mantida. Membros da equipe não-japoneses incluem o desenhista de personagens Roberto Ferrari, projetista de jogo Prasert Prasertvithyakarn e projetista de interação de grupo Wan Hazmer. A equipe formada em 2012, com a exceção de contribuições posteriores, consistia de uma combinação dos desenvolvedores de Versus XIII e Type-0. Entre duzentas e trezentas pessoas estavam trabalhando no jogo por volta de 2014.
O desenvolvimento de XV ocorreu de 2006 até 2013 sob o 1º Departamento de Produção da Square Enix. Após uma grande reestruturação interna na empresa em 2013, a produção do jogo passou para a recém formada Divisão de Negócios 2, chefiada por Tabata e incorporando o núcleo da equipe de desenvolvimento da série Final Fantasy. A equipe, além de trazer pessoal de outras seções da Square Enix, também recrutou a ajuda de outros estúdios: a HexaDrive ajudou na engenharia do título, a XPEC Entertainment auxiliou no projeto de seções posteriores da história, a Plusmile ajudou no projeto dos edifícios, middleware da Umbra foi licenciado a fim de aprimorar os gráficos, enquanto a Streamline Studios auxiliou no desenvolvimento técnico. A Avalanche Studios também revelou detalhes sobre seus métodos de desenvolvimento, com a equipe da Square Enix usando essas informações a fim de criarem suas mecânicas aéreas.

### Produção
"As histórias dos últimos títulos na série Final Fantasy não são exatamente como eu teria feito, mas isso é como deve ser porque eu não os dirigi. Minha única preocupação sobre Versus XIII é que [Final Fantasy] sempre fala sobre a emoção humana e psicologias de um jeito amplo, mas eu quero ser mais profundo em termos de oferecer alguma realidade crua sobre emoção humana ou [comportamento] humano. O objetivo quando o jogador segura um controle e joga um RPG é fazê-lo acreditar em outro mundo – experimentar um sonho em um mundo ficcional. Será diferente em Versus XIII por causa da intrusão do mundo real e coisas que realmente estão acontecendo. Haverá menos ficção e mais realidade."

— Nomura sobre a história de Versus XIII
Versus XIII foi criado como parte da Fabula Nova Crystallis Final Fantasy, uma subsérie dentro da franquia Final Fantasy composta por jogos conectados por uma mitologia em comum: os títulos são entidades completamente separadas com a exceção da mitologia, com a equipe de cada jogo tendo liberdade de interpretar a mitologia da maneira que desejarem. Versus XIII era um dos títulos originais criados para a subsérie junto com Final Fantasy XIII e Final Fantasy Agito XIII (depois renomeado Final Fantasy Type-0), formando o núcleo da subsérie ao redor dos quais títulos futuros evoluiriam. Nomura tinha a intenção que Versus XIII fosse muito diferente da bem mais leve série Kingdom Hearts. Ele atribuiu essa mudança ao seu "amor por extremos", explicando que a direção tomada era próxima de seu gosto pessoal e era completamente diferente das coisas que os produtores tinham lhe pedido para fazer no passado. O diretor afirmou que o conceito e o pensamento por trás do jogo não encaixavam-se com um título numerado da série principal de Final Fantasy, dai o motivo de ser um spin-off. Seu papel como diretor de Versus XIII e de outros projetos foi uma decisão tomada depois de Hironobu Sakaguchi, o criador da franquia, ter deixado a Square Enix.
A produção começou em 2006 pela equipe responsável pela série Kingdom Hearts como um exclusivo de PlayStation 3, porém Nomura tinha criado o conceito original alguns anos antes. Versus XIII foi definido pelo diretor como o lado sombrio de XIII, algo enfatizado pelo título. Foi relatado em 2008 que o desenvolvimento foi paralisado temporariamente para a equipe completar XIII. Isto foi posteriormente clarificado como uma informação errônea, quando na verdade os desenvolvedores de Versus XIII estavam ajudando XIII em seus tempos livres, com o desenvolvimento de ambos os jogos prosseguindo de acordo com seus respectivos cronogramas. Nomura informou em junho de 2010 que a história e vestuário dos personagens tinham sido finalizados. Foi dito em julho do ano seguinte que o título ainda estava na fase de pré-produção. A produção total de Versus XIII iniciou-se em setembro de 2011 e aparentemente o plano era lançá-lo no final de 2014. O jogo estava aproximadamente 20–25% completo quando a mudança de plataformas ocorreu, com Tabata afirmando que o título "nunca realmente tomou forma". Membros da equipe revelaram que, quando Tabata chegou, os desenvolvedores estavam "exaustos e inquietos" após o colapso de Versus XIII.
Conversas sobre mudar Versus XIII para o próximo título numerado da série começaram em 2007 devido a escala cada vez maior do projeto. Foi decidido realizar uma mudança de plataforma para os consoles da oitava geração depois de Agito XIII ter sido renomeado para Type-0 e do PlayStation 4 e Xbox One terem sido apresentados a Square Enix em 2011. A versão para PlayStation 3 continuou em produção por um período, mas a equipe começou a ficar preocupada com o fim de vida da plataforma. Ela foi por fim abandonada após alguns testes em favor de uma estrutura de desenvolvimento baseada na DirectX 11, algo que permitia uma transição fácil para os sistemas da nova geração. Outro suposto motivo foi pelo já atrasado desenvolvimento e aumento do orçamento. O jogo foi renomeado como Final Fantasy XV e começou em julho de 2012 seu desenvolvimento nessa nova forma. Executivos da Square Enix também vetaram a ideia de transformar o título em um musical depois de Nomura ter assistido o filme Les Misérables.
A nova equipe revisou o conteúdo de Versus XIII e decidiu o que poderia ser levado para o novo projeto. Apesar de muitos elementos terem sido mantidos, alguns precisaram ser alterados ou removidos. A nova posição de Tabata como co-diretor e depois diretor estava relacionada com essas mudanças. Nomura permaneceu como co-diretor junto com Tabata a fim do jogo ficar o mais próximo possível da visão original, depois sendo transferido para outros projetos, enquanto Tabata assumiu todos os deveres de diretor para levar o título até a finalização. Os motores de jogo e as seções de jogabilidade, gráficos e projeto foram fundidas em uma única unidade com o objetivo de ajudar o desenvolvimento. Yōichi Wada, então presidente da Square Enix, considerou cancelar o jogo em meados de 2012 devido a situação do projeto e para que a equipe sob Tabata pudesse começar do zero. A maior parte da equipe de Tabata estava relutante em fundir-se com a equipe de Nomura por causa da reputação negativa que Versus XIII tinha dentro da empresa, com Tabata demorando seis meses para convencer todos. Tabata tornou-se oficialmente o diretor em dezembro de 2013.
O desenvolvimento inicialmente seguiu o padrão de outros jogos de grande orçamento, porém a equipe logo percebeu que tais técnicas estavam datadas. A principal preocupação do diretor nos estágios posteriores do desenvolvimento foi manter o título no prazo. A Square Enix também manteve o orçamento sob controle rígido. Uma grande questão foi decidir quais elementos seriam mantidos, alterados ou descartados, já que o projeto já era conhecido e antecipado pelos fãs. Tabata descreveu a organização da equipe como "horizontal", usando uma estrutura não-hierárquica para acelerar a troca de informações e comentários entre os departamentos. Tal mudança foi inédita para uma grande desenvolvedora japonesa e foi recebida de forma mista pela equipe: alguns ficaram felizes pela nova liberdade, enquanto outros sentiram-se rebaixados. O desenvolvimento durou aproximadamente dez anos desde sua concepção até lançamento: apesar das origens, Tabata considera Versus XIII e XV como entidades separadas.

### Narrativa
Apesar da história de XV ser similar a outros jogos da franquia, Nomura desejava criar personagens mais realistas. Sua ambição era que o título fosse "sobre o homem no mundo real", possuindo menos elementos de fantasia e tendo a história mais sombria da série Final Fantasy. Vários aspectos do jogo foram mudados quando Versus XIII transformou-se em XV, incluindo a remoção de sequências de história e alteração de personagens. A alteração de maior destaque foi a remoção da heroína original Stella Nox Fleuret por Lunafreya Nox Fleuret. Aproximadamente dois terços do roteiro original foram cortados. O roteiro original foi escrito por Kazushige Nojima, que comentou que ficaria contente se o conceito geral de XV permanecesse fiel ao original. Isto deu à equipe confiança para retrabalhar a história de Versus XIII para uma nova versão. O final foi deliberadamente deixado em aberto para que os jogadores pudessem desenvolver suas próprias interpretações. As vestimentas pretas dos personagens principais foram mantidas como referências aos conceitos de "veneração da morte" que originalmente estavam presente em Versus XIII, que foram cortados para evitar muitas alterações por conta de leis de censura regionais.
O tema principal do jogo é "laços", representado pelo relacionamento de Noctis com seus companheiros e também com seu pai Regis. Um importante elemento narrativo era a jornada pessoal de Noctis de príncipe a rei. A história se passa em um período de dez anos e as aparências dos personagens foram mudadas enquanto envelheciam: isto contrariou o padrão de muitos RPGs eletrônicos japoneses, com a equipe desejando representar propriamente o crescimento dos personagens no decorrer de sua jornada. Diferentemente de outros títulos de Final Fantasy que acompanham diferentes grupos de personagens, XV se foca quase totalmente no elenco central, com desenvolvimentos relevantes ao elenco coadjuvante ocorrendo fora de cena. Isto foi feito para que os protagonistas fossem mais interessantes e que a narrativa fosse baseada em pontos de vista. O elenco principal do jogo é todo masculino, diferentemente de outros títulos da série, mas mulheres ainda desempenham funções importantes na história. Esta abordagem foi inspirada pelo desejo de Nomura de criar uma atmosfera de filme de estrada e por experiências em sua juventude. As roupas foram criadas por Hiromu Takahara, o principal estilista da marca japonesa Roen. O envolvimento de Takahara se deu principalmente por causa dos detalhes necessários nos figurinos, que eram inspirados pela moda ocidental: teria demorado muito para Nomura desenhar ele mesmo os vestuários enquanto desempenhava outras funções, que incluía os desenhos dos personagens de XIII. Ele também desejava continuar a expressar o realismo do título por meio das roupas.

### Mundo de jogo
Versus XIII utilizava a mitologia da Fabula Nova Crystallis, que foi descrita por Nojima como "o pano de fundo e ponto de partida" para a história. Nomura queria se focar mais no mundo e em personagens realistas. A terminologia da Fabula Nova Crystallis, incluindo o conceito dos l'Cie (guerreiros imbuídos com mágica que recebem uma tarefa pré-determinada), originalmente faziam parte de Versus XIII. A deusa Etro, uma das principais figuras da mitologia, seria uma das principais divindades do mundo. O jogo foi "desconectado" da armação fundamental da Fabula Nova Crystallis durante sua transição para XV, com ela existindo como base temática do mundo e da história sem ser expressada exageradamente. Foi decidido manter a mitologia como parte de XV já que boa parte do mundo tinha sido construído sobre ela e perderia conteúdo caso fosse removida por completo. A equipe escolheu ajustar a mitologia com o objetivo de fazê-la encaixar-se no ambiente moderno da história. Terminologias específicas, como por exemplo l'Cie e fal'Cie, foram removidas a fim do título ter uma identidade individual e apresentar conceitos de maneira compreensível. Um tema em comum que continuou em XV foi definido por Tabata como humanos escolhidos pelo cristal colocando suas vidas em risco. A cosmologia revisada inspirou-se no folclore japonês e em várias mitologias ocidentais. Os monstros convocáveis, chamados de Astrais, foram pensados a fim de desempenharem papéis importantes na história e no mundo, diferentemente de serem simplesmente monstros que eram invocados para batalhar. Eles eram seres inteligentes que Noctis precisava forjar um pacto, em vez de simplesmente comandá-los. A equipe escolheu monstros convocáveis tradicionais da série Final Fantasy, como Leviatã e Titã, em vez de criar novos devido seus papéis importantes na história.

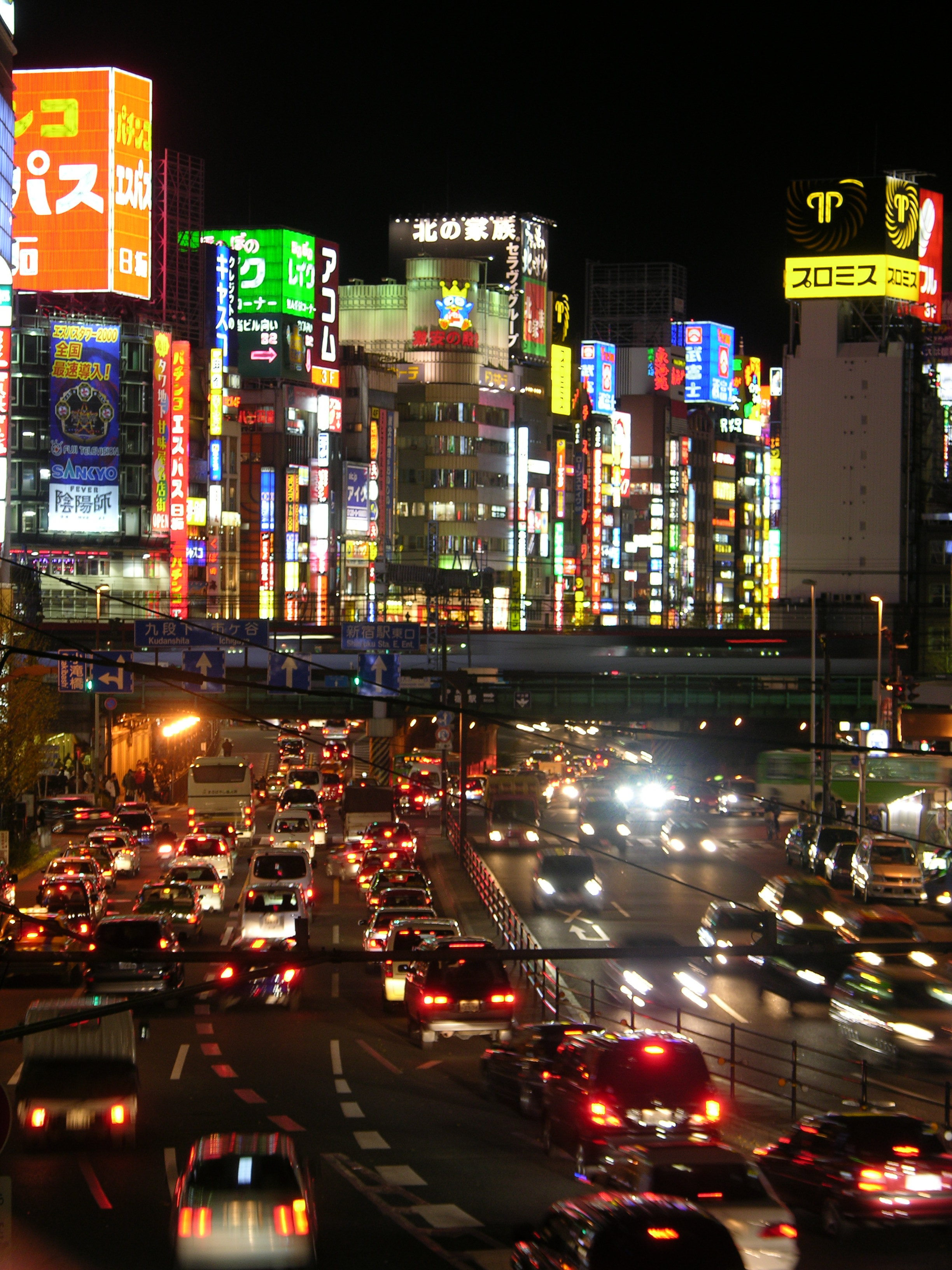
Shinjuku em Tóquio foi a inspiração para a cidade de Insomnia.

O tema central da história e do mundo era "fantasia baseada em realidade": a ambientação foi baseada no mundo real e os elementos de fantasia vieram de ambientações familiares. Foi muito difícil alcançar este aspecto do jogo antes da mudança de plataformas para os consoles da oitava geração. Nomura queria usar um mundo moderno para um título Final Fantasy desde que essa ideia foi considerada mas abandonada durante o desenvolvimento de VII. Dessa forma, muitos dos desenhos de XV são baseados em locais reais, como por exemplo vários distritos de Tóquio, a Praça de São Marcos e a Basílica de São Marcos em Veneza, as Bahamas e locais naturais como as cavernas de Chiba. Insomnia, a capital de Lucis, foi influenciada especificamente pelo distrito de Shinjuku em Tóquio, onde está localizada a sede da Square Enix e área que Nomura passa todos os dias. As rodovias e túneis vistos no jogo são réplicas quase exatas da Via Expressa Metropolitana de Tóquio e um túnel no distrito de Ginza. A equipe visitou essas locações reais várias vezes durante a fase de pesquisas. As inspirações para Niflheim foram desde o Império Romano até civilizações pré-germânicas e germânicas. O tema de "fantasia baseada em realidade" foi enfatizado em vários níveis dos ambientes, como a mistura de realismo e fantasia em Insomnia e os equipamentos de acampamento, que foram incluídos através de uma colaboração com a Coleman Company.
Um dos fatores no desenvolvimento original das cenas de ação era o projeto de ambientes vastos e interligados. A intenção era que fossem cenários em que os jogadores poderiam ser atingidos à grande distância, ou que estivessem em uma batalha que mudaria entre cenas internas e externas. Isto corroborava o sistema de batalha orientado para a ação, parelhado com controles mais intuitivos. Nomura instruiu sua equipe a estudar jogos de tiro em terceira pessoa como referências, "não em termos simplistas, como controles ou mecânicas, mas no modo como eles criam tensão e atmosfera e incorporam a ação dentro disso". Isto foi mantido em XV com o objetivo de distanciá-lo estruturalmente de XIII e suas sequências, que eram divididas em zonas em vez de serem um único mundo interligado. A inspiração original por trás dessa abordagem foi The Legend of Zelda: Ocarina of Time e outros títulos ocidentais de mundo aberto. Os ambientes foram divididos em três segmentos, com equipes separadas trabalhando em cada: mapa de jogo, locais dentro do mapa e calabouços. Estes últimos foram projetados para serem bonitos, assustadores e memoráveis. Artes conceituais foram criadas a fim de representar diferentes regiões e seus conceitos estéticos: um único projeto de edifício foi usado para capturar a essência da atmosfera veneziana de Altissia, enquanto projetos de automóveis antigos quando comparados com o carro Regalia dos protagonistas refletiam a falta de avanço fora de Lucis.
Tabata disse a Hasegawa que o objetivo para os monstros era que tivessem um sentimento de realismo equivalente à National Geographic. O primeiro mostro que ele desenhou com esse conceito foi o Behemoth. A equipe foi atrás dos desenhos "clássicos" para os inimigos místicos, usando aparências populares da história da série. Os desenhos dos monstros vieram de várias fontes. Um dos mais difíceis de desenhar foi o Catoblepas, um dos maiores do jogo: grande atenção foi dada especialmente para suas pernas e cabeça, já que eram as áreas mais visíveis para os jogadores. O Mesmenir, que foi usado como exemplo para o equilíbrio de realismo e fantasia, foi desenhado com um corpo semelhante a um cavalo junto com um chifre inspirado em cavalos-marinhos. Duendes e a Naga não receberam um desenho original, mas foram tirados de artes conceituais feitas por Amano para os primeiros jogos Final Fantasy e inseridas neste título em uma forma mais realista possível. O Ronin foi desenhado para ficar parecido com seu homônimo do mundo real, com tanto as roupas quanto os tecidos tendo sido criados a partir de descrições de livros e imagens antigas representando as armas e roupas dos samurai. Os Chocobos, aves galiformes recorrentes da franquia, foram desenhados a fim dos jogadores sentirem afeição por eles. A parte mais desafiadora foi adicionar floreios fantásticos sem que ficassem extravagantes. O Moogle, outra criatura recorrente da série, originalmente estava presente em Versus XIII e teria um desenho similar a sua encarnação em Type-0. Inicialmente foi decidido que os Moogles seriam excluídos de XV, porém acabaram incluídos depois de uma votação realizada com fãs pelo Twitter.

### Gráficos
Versus XIII usou a Crystal Tools durante seu desenvolvimento inicial, um motor de jogo proprietário criado pela Square Enix para os consoles da sétima geração que seria usado em vários jogos da companhia, como XIII e Final Fantasy XIV. Tabata posteriormente descreveu a Crystal Tools como uma extensão da tecnologia empregada na geração anterior. Nomura revelou em 2010 que a equipe estava usando cálculos baseados em física real a fim de determinar o clima e o comportamento das nuvens dentro do jogo. O diretor anunciou no ano seguinte que Versus XIII não estava mais usando a Crystal Tools, em vez disso estava empregando um novo motor de jogabilidade combinado com a tecnologia de iluminação do Luminous Studio, outro motor de jogo para consoles da oitava geração. O foco no realismo influenciou a decisão de incorporar uma tecnologia mais avançada de iluminação. A escala do mundo aberto cresceu tanto que a tecnologia antiga ficou obsoleta e estava restringindo os desenvolvedores. A necessidade de criar novas tecnologias para lidar com esses problemas complicaram ainda mais as dificuldades de desenvolvimento.
O plano original era que o jogo tivesse cenas com eventos interativos em tempo real. Nomura achava que cutscenes normais interrompiam a jogabilidade em outros jogos e fazia com que os jogadores as pulassem. Além disso, o tempo de desenvolvimento poderia ser teoricamente reduzido caso não houvesse a necessidade de criar modelos de personagens exclusivos para cutscenes com uma alta contagem de polígonos. Entretanto, foi difícil alcançar uma transição homogênea entre esses eventos e a jogabilidade normal, com o resultado sendo que mais tempo precisava ser investido pela equipe nesse aspecto do projeto. Vários elementos planejados foram influenciados pela tecnologia da Luminous quando a mudança para a oitava geração ocorreu: a câmera dentro de cutscenes foi otimizada para trabalhar de modo similar a filmes pré-renderizados, enquanto outros elementos ambientais e de jogabilidade puderam ser incluídos, como um maior número de ambientes destrutíveis e o teletransporte do jogador para pontos distantes no mapa. Isto também permitiu que Nomura começasse a experimentar maiores detalhes faciais para os inimigos.
A equipe escolheu a Luminous Studio como motor de jogo depois do título ter mudado de plataformas. Os gráficos em tempo real usaram cinco mil polígonos por segundo, elevando a qualidade visual para próxima de cutscenes modernas em computação gráfica e para um nível que teria sido impossível na geração anterior de consoles. Para os modelos poligonais, foi estimado que havia por volta de cinco milhões de polígonos visíveis e ocultos. Este número era aproximadamente cinco vezes mais que a quantidade de detalhes equivalentes em jogos da sétima geração. Os modelos de personagem tinham mais de seiscentos ossos cada: 150 eram para o rosto, trezentos para o cabelo e 150 para o restante do corpo. Uma tecnologia de simulação física baseada em ossos foi aplicada para que as roupas reagissem naturalmente ao movimento do corpo. A contagem de polígonos para os cabelos dos personagens foi estimada em vinte mil, o mesmo número usado para todo o corpo de um personagem na geração anterior. Todos estes valores foram alcançados graças ao fato dos consoles da oitava geração terem por volta de dezesseis vezes mais espaço de armazenamento que a geração anterior.
A equipe criou durante a transição de Versus XIII para XV e a otimização da Luminous Studios um ambiente conceitual usando um protótipo de motor de jogo chamado "Ebony". A equipe teve dificuldades iniciais com as novas plataformas, fazendo-os contatar a HexaDrive devido a experiências destes com tecnologias de ponta. A equipe empregou uma abordagem de desenvolvimento similar à da Ubisoft: eles criaram um sistema de jogo aproximado sobre o qual poderiam construir e editar em tempo real. As animações e gráficos foram criados primeiro, seguidos por um editor de cinemáticas e um sistema para administrar transições entre cutscenes e jogabilidade. Este último foi o que permitiu aos desenvolvedores criar o que tornaria-se a versão final do jogo. O movimento dos personagens foi alcançado por meio de captura de movimento: atores usaram roupas especiais com sensores em um estúdio, com suas ações sendo ajustadas pelos animadores para aperfeiçoá-las e adicionar pequenos detalhes como o movimento dos dedos.
Tabata e a nova equipe usaram durante a produção sua experiência em uma tentativa fracassada de desenvolver uma sequência de Type-0 para a oitava geração na hora de lidar com os novos consoles. Apesar da Luminous Studio ter sido considerada para uso em outros jogos além de XV, seu gerente de tecnologia Julien Merceron aconselhou contra até que o motor fosse provado e lançando em um título completo. As cutscenes em computação gráfica foram criadas pela Visual Works, uma subsidiária da Square Enix, estando presentes no jogo desde o início, apesar de uma quantidade menor do que tinha anteriormente sido planejado. A equipe em vez disso usou o máximo possível cutscenes renderizadas em tempo real, exceto em cenas cuja escala era muito grande para usarem gráficos em tempo real. A transição para consoles da oitava geração permitiu que a equipe alcançasse melhor sua visão original para o jogo, como fora apresentada no primeiro trailer. A Visual Works trabalhou bem próximos dos desenvolvedores durante o desenvolvimento dos sistemas de modelagem tridimensional devido sua experiência prévia com tais tecnologias.

### Projeto técnico
Versus XIII usava um sistema de combate baseado principalmente no sistema empregado na série Kingdom Hearts. Elementos de jogabilidade de jogos de tiro em terceira pessoa também seriam incorporados. O movimento dos personagens foi projetado para ser ágil. O ritmo da jogabilidade foi deliberadamente reduzido nos primeiros trailers a fim dos espectadores conseguirem acompanhar melhor os eventos. Além de Noctis, seus três companheiros também seriam controláveis, cada um possuindo uma arma única e sendo capazes de entrar e controlar máquinas e aeronaves. Noctis era o único personagem capaz de acessar todos os tipos de armas disponíveis, com a seleção de armas levando a combos diferentes. Ataques em grupo não podiam ser acionados manualmente, porém os membros da equipe iriam unir-se automaticamente com o objetivo de realizarem "super ataques". Além disso, os ataques poderiam ser encadeados ao trocar entre personagens no meio do combate. Magia estava disponível para todos, mas apenas quando Noctis fazia parte do grupo, uma consideração que estava relacionada com a história. Havia ainda um sistema de funções, porém era exclusivo às unidades inimigas. Ambientes fora de cidades tinham um ciclo de dia e noite para os inimigos, com monstros diferentes aparecendo em diferentes horas do dia. Vários conceitos originais precisaram ser abandonados: uma versão em primeira pessoa e falta de HUD foram descartados porque tais ideias foram consideradas incompatíveis com o estilo da série Final Fantasy. Uma câmera com vista aérea também foi considerada para áreas de campo aberto, porém foi decidido contra isso a fim de manter o jogador imerso. Havia planos para Versus XIII ter um apoio "único" para o controle Sixaxis. Apesar de terem ocorrido mudanças tecnológicas e mecânicas durante o processo de transição, os elementos básicos estabelecidos originalmente no desenvolvimento foram mantidos, como as habilidades de teletransporte e de armas de Noctis.
O sistema de combate de XV foi chamado de Active Cross Battle. Noctis foi feito o único personagem jogável, com seus companheiros sendo relegados à inteligência artificial. A equipe experimentou com um sistema de batalha multi-personagem, porém eventualmente decidiram que isto apresentava muitas dificuldades de desenvolvimento. As armas de Noctis foram arranjadas em um deck, sendo contextualmente ativadas em combate. Isto foi depois alterado para que a troca de armas pudesse ser feita livremente em batalha, com ataques especiais usando armas padrões a menos que outras estejam no lugar. Em vez de um sistema de combo multi-botões, o combate foi focado em um único botão ligado a ataques cronometrados e ativados contextualmente por habilidades especiais, além de ataques cooperativos acionados por outros membros do grupo. Uma habilidade que foi mantida de Versus XIII foi o ataque especial "Arminger", onde Noctis conjura várias armas em batalha a fim de atacar e defender; isto foi originalmente visto nos trailers e demos. Noctis seria o único personagem a dominar magia, porém isto não funcionaria de uma perspectiva de jogabilidade, assim a equipe criou um pretexto na história que permitiu que outros personagens usassem magia. O sistema Cross-Link foi melhorado depois do lançamento do demo enquanto outros sistemas foram implementados. O trabalho de polimento do jogo continuou até a versão final ser lançada. A navegação inicialmente foi descrita como "mundo aberto", porém Tabata depois clarificou que apesar da progressão ser movida pela história, várias áreas dentro do mundo podiam ser livremente exploradas pelos jogadores. Ele também desejava uma fusão de jogabilidade e história similar a The Last of Us.
Configurações de dificuldade ajustáveis foram adicionadas na forma da alteração dos "modos de batalha" a fim de modificar a velocidade e complexidade dos combates, com isto tendo sido baseado nas opiniões dos jogadores depois do primeiro demo. Um grande elemento acrescentado ao jogo foi a habilidade de Prompto de tirar fotografias. Tabata queria deixar o personagem mais útil e atraente para os jogadores já que ele até então tinha recebido opiniões negativas dos fãs, assim essa capacidade foi colocada para que os jogadores pudessem registrar suas jornadas. A inclusão da função de aeronave no veículo Regalia veio do desejo do diretor de manter os personagens no carro enquanto simulava a experiência de pousar uma aeronave. A equipe experimentou uma compatibilidade com óculos de realidade virtual, porém isso mostrou-se impraticável já que os jogadores precisariam usá-los por horas de cada vez devido a duração do jogo. A mudança na segunda metade de XV de um mundo aberto para uma estrutura linear foi baseada em necessidades de enredo e restrições orçamentárias, já que fazer toda a experiência em mundo aberto teria dobrado os custos. Muitos elementos que foram adicionados em atualizações posteriores, como controlar todos os personagens, tiveram que ser descartados do título base devido restrições de tempo e orçamento.

#### Inteligência artificial
O projetista chefe para a inteligência artificial do jogo foi Yoichiro Miyake, que fazia parte da equipe principal de desenvolvimento da Luminous Studio. Miyake, cuja reputação no projeto de inteligências artificiais de qualidade lhe fizeram conseguir o trabalho, tinha o conceito inicial de criar uma inteligência que aprenderia e memorizaria novas ações, criando um fluxo através dos vários estágios necessários para alcançar uma experiência mais avançada. Os desenvolvedores usaram dois projetos "clássicos" de inteligência artificial para referência no início da produção: baseada em comportamento, que envolvia adaptação e tomada de decisões, e baseada em estado, que tomava decisões a partir do ambiente. Foi decidido criar um híbrido avançado destas funções comportamentais básicas para XV. A equipe primeiro precisou desenvolver uma ferramenta fácil de entender para administrar e criar uma inteligência artificial. Esta foi chamada de "Luminous AI Graph", que representava a construção multi-camada de uma inteligência artificial. A quantidade de esforço colocado foi inspirada diretamente pelas experiência de desenvolvimento em consoles da geração anterior: a ênfase fora colocada em gráficos, fazendo com que a inteligência artificial e outros elementos de jogabilidade sofressem. A inteligência passou por um maior refinamento entre o lançamento do demo e a estreia do jogo.
As funções da inteligência artificial foram divididas em três categorias: "meta", que controlava o ambiente e a progressão; "personagem", que era dedicada aos personagens não jogáveis; e "navegação", que determinava a melhor rota e padrão de viagem para os personagens e outros elementos móveis. As tarefas designadas para meta eram tão grandes e numerosas que precisaram ser divididas em elementos separados, que incluíam a implementação de uma estrutura hierárquica para manejamento de tarefas, transição e fusão de funções a fim de criar um sistema inteligente e a troca de vários elementos com locais específicos. Para personagens, um grande ponto foi a coordenação entre a inteligência artificial e as animações ao responderem a diferentes situações. Níveis e estilos diferentes de inteligências artificiais foram criados para os diferentes grupos de personagens não jogáveis, desde os membros do grupo principal até habitantes comuns. Um sistema chamado Point Query System (PQS) foi criado com o objetivo de garantir que a inteligência de navegação funcionasse corretamente para inimigos e monstros, que poderiam direcioná-los e levá-los de modo realista ao mesmo tempo evitando colisões com objetos no ambiente ou elementos móveis. Uma PQS foi criada para cada tipo de inimigo, fazendo com que pequenas mudanças em seus comportamentos fossem fáceis de implementar. A decisão de criar uma inteligência artificial reativa para os companheiros de Noctis influenciou a decisão de transformá-lo no único personagem jogável.

### Música

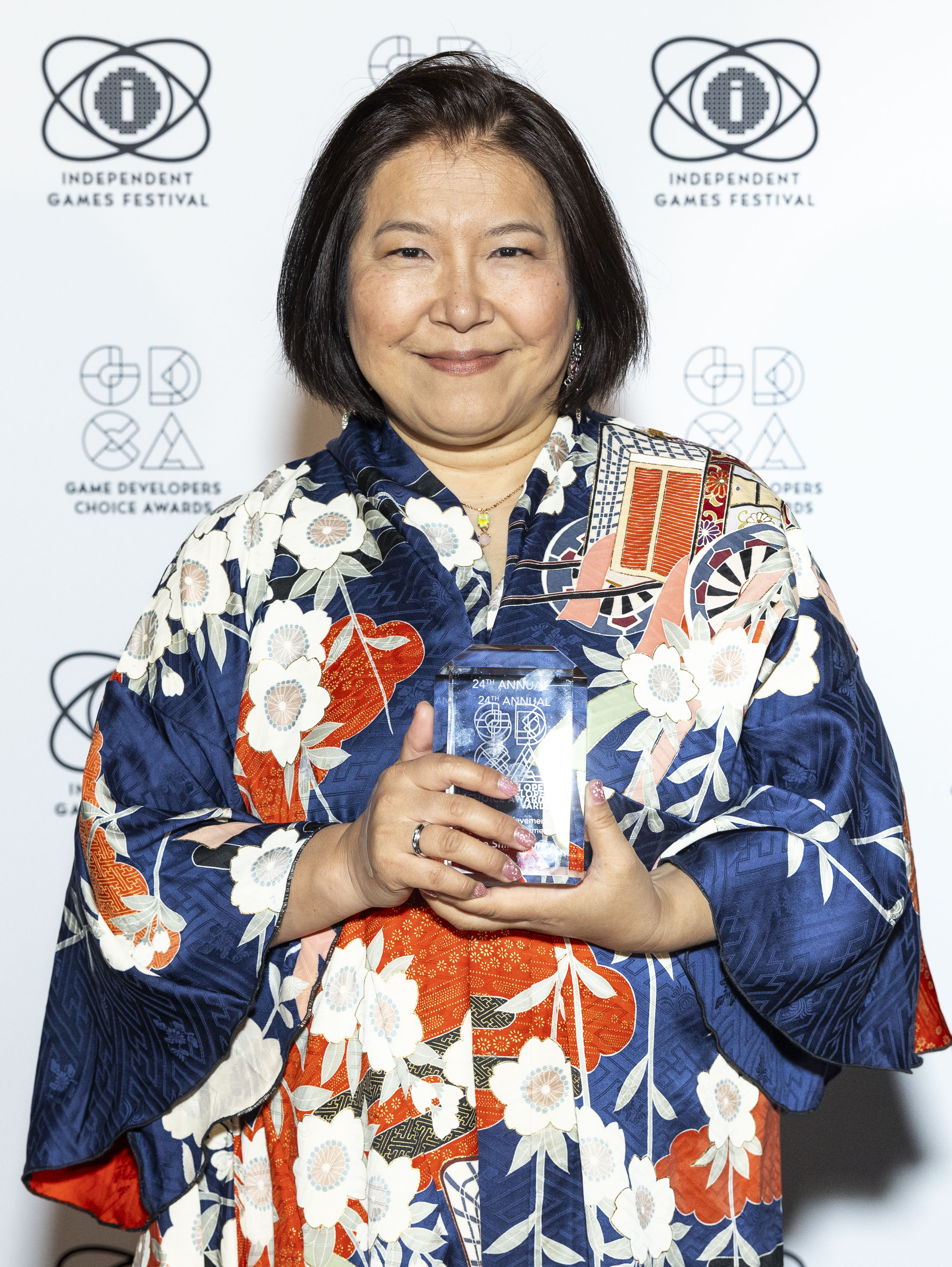
Yoko Shimomura foi a compositora principal da trilha sonora de Final Fantasy XV

A trilha sonora de XV foi composta por Yoko Shimomura, cujos trabalhos anteriores incluíam Parasite Eve, Legend of Mana e a série Kingdom Hearts. XV foi seu primeiro título da série Final Fantasy, então ela empregou uma abordagem mais experimental do que suas composições anteriores nos jogos Kingdom Hearts. Shimomura envolveu-se no projeto enquanto ele ainda era Versus XIII, tendo sido contratada em 2006 e ficando no cargo durante seus dez anos de produção. Ela ainda estava formando a base da música por volta de 2010, garantindo que a trilha encaixaria-se no jogo sem que solidificasse uma imagem que parecesse errônea. Seu trabalho antes da alteração de nome e plataformas foi bastante esporádico. Shimomura compôs aproximadamente oitenta por cento da música do jogo, com o restante sendo variações de seus trabalhos e outros temas criados por compositores adicionais. Outros compositores que trabalharam na trilha foram Tetsuya Shibata, Yoshino Aoki, Yoshitaka Suzuki e Mitsuhiro Ohta; estes dois últimos também ajudaram nos arranjos.
A primeira faixa criada por Shimomura foi "Somnus", que na época seria a canção tema. Esta foi cantada por Aundréa L. Hopkins, com sua letra tendo sido escrita por Nomura, que então foi traduzida para o latim por Taro Yamashita e Kazuhiro Komiya. Segundo Nomura, o título, que é traduzido como "Sono", reflete o assunto em questão e os temas do mundo real. Uma versão instrumental também foi criada para ser usada em XV, tendo sido gravada na mesma época que a versão com vocais. "Somnus" foi mantida como tema principal quando Versus XIII fez a transição para XV, porém foi substituída como canção tema. Outra faixa de destaque foi "Omnis Lacrima", traduzida como "Todas as Lágrimas", que apareceu em trailers do jogo. As letras de "Omnis Lacrima" e outras faixas usaram vocais em latim escritos por Nomura e traduzidos por Yamashita. Nomura creditou o grande uso do latim por seu desejo de empregar um idioma que não era mais usado normalmente e que as pessoas "não seriam capazes de compreender, mas ainda assim apreciar", querendo alcançar um sentimento de qualidade.
A música foi pensada para englobar os temas de "amizade" e "laços filiais". Shimomura não sentiu inicialmente muita pressão para se encaixar no legado de outros compositores da franquia devido o jogo ser um spin-off. Ela já tinha uma ideia clara do que a trilha seria quando Versus XIII virou XV, dessa forma sentiu reservas mínimas apesar do título ser agora parte da série principal. Shimomura sentiu na mesma época que deveria respeitar o trabalho de compositores anteriores como Nobuo Uematsu ao mesmo tempo que mantinha-se fiel ao legado de variedade musical da franquia. Os conceitos que a compositora trabalhou não mudaram muito apesar dos dez anos de desenvolvimento: seu objetivo sempre foi criar uma trilha mais sombria que outros títulos Final Fantasy. Elementos novos foram adicionados quando o jogo transformou-se em XV, porém estes foram para adequarem-se aos novos conteúdos adicionados em vez de substituir seus trabalhos anteriores. A trilha combina diversos gêneros: além do estilo clássico de Shimomura, ela incorporou outros como bossa nova e blues para certas locações. Suzuki por sua vez inspirou-se na série Metal Gear, assistindo vídeos de jogabilidade em vez de cutscenes para seu trabalho em XV. A música foi gravada em Boston, Massachusetts, pela Video Game Orchestra, orquestra norte-americana especializada em músicas para jogos eletrônicos que já tinha trabalhado em  Lightning Returns: Final Fantasy XIII em 2013. O fundador da orquestra Shota Nakama ajudou com a orquestração e arranjos, além de compor a faixa "Bros on the Road". Nakama começou a trabalhar no jogo em 2014, primeiro em faixas para os trailers.
Shimomura leu a história e discutiu sua música com os desenvolvedores a fim dela encaixar-se com o mundo de jogo. Muitas das faixas começaram com pedidos dos roteiristas, com membros da equipe como Tabata sendo consultados várias vezes em algumas faixas enquanto ainda estavam sendo escritas. Várias músicas tinham a intenção de evocar sentimentos específicos. Para "Luna", tema de Lunafreya, a compositora usou a beleza e força da personagem como inspiração; ela escolheu representar o peso do destino e os pensamentos internos para o tema do protagonista Noctis, criando uma peça delicada que representava suas emoções. O tema "Apocalypsis Noctis" tinha a intenção der ser magnífico e intenso, enquanto "Melancolia" evocava tristeza. A música precisava incluir faixas para diferentes períodos do dia devido o ciclo de dia e noite do jogo. O "Main Theme" de Uematsu, peça recorrente de vários títulos da série, apareceu com um novo arranjo feito por Shimomura e Nakama. "Chocobo", outro tema recorrente criado por Uematsu, foi remixado por Ohta para as faixas "Blues de Chocobo" e "Rodeo de Chocobo".
A canção tema do jogo é uma versão cover de "Stand by Me", de Ben E. King, interpretada pela banda britânica Florence and the Machine. Ela foi usada em todas as versões de XV. A canção empregou uma orquestra completa, incluindo metais, cordas e percussão. Além disso, o tema recorrente "Prelude to Final Fantasy" de Uematsu foi adicionado como som de fundo tocado por uma harpa. A vocalista Florence Welch afirmou que desejava fazer uma contribuição "mística" para o título, também comentando que "Stand by Me" é uma canção que é muito difícil de ser melhorada. Florence and the Machine foi uma de muitas bandas que a Square Enix considerou enquanto decidiam qual artista tinha seu "mundo" único que poderia se encaixar na ambientação de XV. "Stand by Me" não tinha a intenção de ser uma canção amorosa dentro do contexto de XV, mas sim uma mensagem ou oração de gratidão de Noctis para todos aqueles que tinham o apoiado em sua jornada, como Lunafreya, seu pai Regis e seus amigos Gladiolos, Ignis e Prompto. Além da versão cover, a banda também criou duas canções originais inspiradas pelo mundo e história do jogo: "Too Much Is Never Enough" e "I Will Be".

## Divulgação

### Anúncio

Imagem do trailer original de Versus XIII, mostrando Noctis conjurando seus poderes. Os primeiros trailers continuariam a influenciar os objetivos de desenvolvimento do jogo, apesar das mudanças de história e jogabilidade na transição para XV.

Versus XIII foi originalmente anunciado na Electronic Entertainment Expo (E3) de 2006 através de um trailer de computação gráfica. O trailer foi criado pela Visual Works como uma representação do que os desenvolvedores tinham em mente. Ele também tinha uma citação tirada de Hamlet de William Shakespeare, "Nada em si é bom ou mau; tudo depende daquilo que pensamos", que tinha a intenção de evocar a atmosfera desejada por Nomura. O título ficou ausente de vários eventos pelos anos seguintes, apesar de um vídeo mostrando uma versão estendida do trailer de anúncio ter sido exibido em 2007 durante um evento para fãs. Dois trailers foram lançados em 2008, incluindo imagens de jogabilidade na Tokyo Game Show (TGS). Imagens da navegação foram mostradas em um teatro fechado na TGS do ano seguinte. Uma aparição na E3 de 2010 foi aparentemente impedida por problemas técnicos. Sua última aparição como Versus XIII ocorreu em uma conferência de imprensa da Square Enix em janeiro de 2011, sendo exibido junto com outros jogos em produção. Vários comentaristas chamaram Versus XIII de vaporware devido suas aparições esporádicas e desaparecimento depois do evento de 2011. Rumores surgiram em junho de 2012 que o título tinha sido cancelado, algo que foi prontamente negado por Yōichi Wada, então presidente da Square Enix. Outros rumores falavam que ele fora cancelado sem grande alarde ou renomeado e transferido para outra plataforma.
A mudança de nome e plataforma foram anunciadas oficialmente na E3 de 2013. O trailer de 2013 também era uma peça conceitual feita principalmente em computação gráfica em vez de imagens reais de jogabilidade. A equipe posteriormente afirmou que XV foi anunciado e exibido muito cedo. A aparição oficial seguinte do jogo foi na TGS de 2014, com o anúncio de seu demo comercial e um demo de tecnologia demonstrando o motor de jogo. Programas onlines chamados Active Time Reports foram transmitidos depois do seu ressurgimento, dando atualizações sobre a progressão do desenvolvimento e respondendo perguntas dos fãs. Tabata comentou que esses programas foram criados a fim de ajudar fãs confusos sobre a mudança de título e plataforma, além de estabelecer uma melhor comunicação com o público. Fóruns oficiais foram estabelecidos em 2015 para permitir que a equipe recebessem diretamente opiniões dos jogadores. Esses fóruns japoneses foram descontinuados em fevereiro do ano seguinte e substituídos por um blog dos desenvolvedores. O motivo foi para oferecer um meio mais acessível tanto para opiniões quanto atualizações.
Tabata anunciou depois da Paris Games Week de 2014 que a janela de lançamento estava quase decidida, com a Square Enix contratando pessoal para trabalhar na versão master do título. O jogo não apareceu na E3 do ano seguinte, mas sim na Gamescom, que o diretor disse ser o começo da campanha oficial de divulgação. XV foi distanciado da subsérie Fabula Nova Crystallis como parte da divulgação, já que isso teria colocado limites simbólicos sobre o público alvo. A exibição mínima que o título teve no evento causou uma reação negativa entre os fãs, com Tabata afirmando que a Square Enix subestimou a importância do evento. A divulgação foi mantida deliberadamente discreta entre maio e novembro de 2015 a fim da equipe focar-se na finalização da versão pré-beta do jogo. XV tornou-se jogável em sua totalidade quando isso foi alcançado, permitindo que os desenvolvedores tivessem uma visão completa do produto para os últimos estágios de produção e testes. A produção da versão beta e progressão da depuração começaram em 2016. A versão master, aquela que seria jogada no lançamento, foi completada em agosto, porém trabalhos de polimento ocorreram depois disso.

### Demos
Uma demonstração em tempo real chamada Final Fantasy XV: The Overture foi exibida durante uma apresentação do título na TGS de 2014, mostrando as capacidades gráficas da Luminous Studio e os efeitos de mudanças ambientais sobre a jogabilidade. A intenção era que fosse uma apresentação única, porém a equipe afirmou que estavam considerando criar um segundo demo baseado em The Overture para lançarem no Japão. Um demo contendo a batalha contra o Astral Titã esteve presente na E3 de 2016: apesar de ser parte do jogo, o demo foi modificado para que pudesse ser completado em apenas dez minutos, com a versão completa possuindo requisitos para vitória diferentes. Um demo comercial exclusivo para o Japão chamado Judgement Disc foi lançado em 11 de novembro. Ele cobria os eventos da história até a metade do primeiro capítulo, tendo a intenção de permitir que os jogadores julgassem por conta própria os méritos do jogo.
O título também recebeu um demo internacional chamado Final Fantasy XV: Episode Duscae. A ideia por trás de Episode Duscae foi dar os jogadores uma visão pessoal do jogo devido sua longa ausência dos olhos públicos, além de demonstrar sua jogabilidade e o fato de que estava sendo ativamente desenvolvido. Ele foi nomeado por causa de uma das regiões do jogo. O demo se passa durante o segmento inicial de XV, em que o grupo temporariamente perde seu carro e precisa angariar fundos para pagar o concerto. A jogabilidade e os elementos de história foram modificados para a experiência do demo. Um dos elementos que ficou de fora do demo foi a habilidade dos jogadores alugarem Chocobos como montarias, enquanto o sistema de batalha foi uma versão simplificada daquilo que planejava-se para o jogo final, usando o elemento do deck de armas pré-definido como originalmente era a intenção. A personagem Cindy também foi incluída. Um monstro convocável com método simplificado de aquisição foi colocado: a intenção original era que fosse Titã, porém foi substituído por Ramuh devido a importância do primeiro no enredo.
Tabata e a equipe ajustaram a jogabilidade do demo baseados nas opiniões dos fãs. O plano original era que uma grande área do mapa estivesse disponível para exploração com o carro. Apesar da capacidade de dirigir o Regalia estava incluída no início, isto foi cortado pois o diretor temia que este elemento fosse muito novo para os fãs mais antigos da série, que poderiam achar que XV era um "jogo de dirigir". Em vez disso, a equipe decidiu focar-se nos personagens e no ambiente. O demo vinha com áudio em inglês e japonês. O demo foi incluído para todas as regiões junto com as cópias físicas e digitais de Final Fantasy Type-0 HD. A versão física era exclusiva para as edições Dia Um de Type-0 HD, enquanto a versão digital era válida por dois meses depois da compra. O código precisava ser revalidado um ano depois da aquisição. Apesar dos jogadores poderem salvar seu progresso no demo, esse salvamento não podia ser transferido para o jogo principal. A equipe mesmo assim afirmou que tinham a intenção de criarem um bônus para aqueles que jogassem o demo. Uma atualização intitulada Episode Duscae 2.0 foi lançada em junho de 2015, incluindo melhoramentos na câmera e controles, concertos de pequenos problemas e ajustes na jogabilidade. O demo funcionava com a versão 1.5 da Luminous Studio.

### Final Fantasy XV Universe
Sequências de XV foram insinuadas no trailer da E3 de 2013 com a frase "Um Mundo de Versus Épico". Nomura explicou que o jogo tinha um clímax próprio e era a primeira parte de um épico possivelmente contínuo. Ele disse que a Square Enix estava considerando utilizar elementos online e desenvolver títulos autônomos menores a fim de manter os jogadores interessados e evitar longos períodos de espera. Isto foi interpretado como uma mudança em direção de um formato episódio por distribuição digital para possíveis sequências. Nomura depois clarificou que não existiam planos finalizados para sequências. Tabata comentou que XV seria uma experiência completa única e que não existiam planos para sequências. Além disso, não havia finais diferentes ou um final com alguma espécie de gancho, com Tabata citando a trilogia XIII como um estilo narrativo que eles estavam tentando não emular. Apesar disso, a escala do mundo e história de XV necessitariam de vários jogos para contar tudo. A equipe acabou produzindo materiais midiáticos adicionais com o objetivo de evitar uma série de jogos, transformando a ideia em um projeto multimídia: enquanto o jogo principal podia ser aproveitado sozinho, outras mídias podiam ser usadas como introduções para novatos. O projeto foi nomeado pela Square Enix como Final Fantasy XV Universe. De acordo com Tabata, o projeto foi dividido em duas partes: mídias para alcançar um público mais amplo e conteúdos de jogo adicionais como conversões e extras.
Um demo gratuito chamado Platinum Demo: Final Fantasy XV foi lançado em 30 de março de 2016. A ideia surgiu do desejo de desenvolver um segundo demo e formar parte do Final Fantasy XV Universe, com Platinum Demo sendo criado em dois meses usando elementos finalizados do jogo principal. Ele foi projetado para demonstrar os gráficos e física, além de elementos do sistema de batalha final. O demo se passa em um mundo de sonhos depois de Noctis ser ferido gravemente em sua infância, seguindo sua jornada de volta para consciência enquanto é guiado por uma criatura protetora chamada Carbuncle. Tabata comentou que Platinum Demo tinha dois propósitos: introduzir os jogadores às mecânicas de jogo e lhes dar uma visão interna do início de vida de Noctis e sua relação com seu pai. A intenção era que fosse uma experiência menos emotiva, porém foi decidido alterá-lo para dar mais foco a história a fim de melhor apresentar o mundo de jogo aos jogadores. O demo deixou de estar disponível em 31 de março de 2017. Um jogo de simulação de pescaria para realidade virtual intitulado Monster of the Deep: Final Fantasy XV foi lançado em 21 de novembro de 2017. Este foi sugerido pela Sony Interactive Entertainment e era originalmente um título de tiro em primeira pessoa tendo Prompto como protagonista e baseado na história de Episode Duscae, porém o projeto foi retrabalhado até sua forma final com o objetivo de promover maior imersão e entretenimento.
As duas partes principais do Final Fantasy XV Universe eram a minissérie de animação exclusivamente online Brotherhood: Final Fantasy XV e o longa-metragem de computação gráfica Kingsglaive: Final Fantasy XV. Brotherhood foi produzido pela Square Enix junto com a A-1 Pictures e foi lançado de março a setembro de 2016 através do canal oficial do jogo no YouTube e no site de streaming Crunchyroll. Cada episódio detalha a história pregressa de Noctis e seus quatro companheiros desde suas infâncias até o início do jogo. O primeiro e o último episódios relacionam-se com Platinum Demo. O anime tinha a intenção de dar ao público uma visão da mente de Noctis que poderia parecer incongruente se colocada dentro do contexto do jogo. Kingsglaive foi uma produção conjunta entre a equipe original do filme Final Fantasy VII: Advent Children e várias empresas ocidentais como a Digic Pictures e a Image Engine. Apesar de similar a Advent Children, Kingsglaive tinha um objetivo diferente por trás de seu desenvolvimento: enquanto o primeiro foi produzido para fãs de VII, o segundo foi criado como uma introdução ao universo de XV, além de contar parte da história de Regis. A Digic Pictures depois colaborou com a Square Enix em Omen, um trailer promocional baseado na história e mundo do jogo.
Um aplicativo para celulares chamado Justice Monsters Five foi desenvolvido para divulgar o jogo e também fazer parte da coleção. Era baseado em um minijogo de arcade presente em XV, possuindo uma jogabilidade similar à série Monster Strike e incorporando monstros clássicos da franquia Final Fantasy. Justice Monsters Five foi lançado em 30 de agosto de 2016 e eventualmente descontinuado em 27 de março de 2017, sete meses depois de sua estreia. Uma versão planejada para Microsoft Windows foi cancelada. Um segundo item promocional foi A King's Tale: Final Fantasy XV, lançado através das lojas GameStop e EB Games na América do Norte como um bônus de pré-venda. O título era um jogo beat 'em up mostrando as aventuras de Regis trinta anos antes dos eventos de XV, contado para Noctis pelo próprio Regis como contos de fadas. A King's Tale foi mais tarde disponibilizado gratuitamente em 1 de março de 2017 para PlayStation 4 e Xbox One. Além disso, outro jogo móvel intitulado King's Knight: Wrath of the Dark Dragon foi lançado em 2017, sendo um remake de um título de 1986. A Square Enix e a MZ colaboraram em na produção de um MMORPG para celulares baseado no conteúdo de XV e lançado em 28 de junho de 2017. Intitulado Final Fantasy XV: A New Empire, foi desenvolvido pela Epic Action, uma subsidiária da MZ, e envolve os jogadores assumindo o controle dos personagens de XV e lutando contra outros jogadores em batalhas em tempo real pelo controle do Cristal.

### Lançamento
O ano de lançamento de XV foi anunciado na PAX de 2015, com a data exata sendo marcada para ser revelada em um evento especial no ano seguinte. Tabata comentou que queria um lançamento mundial simultâneo, algo inédito na franquia, clarificando depois que a Square Enix desejava lançar o jogo dentro do mesmo período por todo o mundo, porém poderia haver pequenas variações dependendo das regiões. O evento especial, chamado de Uncovered: Final Fantasy XV, ocorreu em 30 de março de 2016 no Shrine Auditorium em Los Angeles, Estados Unidos, apresentado por Greg Miller e Tim Gettys. O evento foi transmitido pela internet. Ingressos gratuitos limitados foram disponibilizados em 5 de fevereiro; todos os ingressos já tinham sido reivindicados pelo dia seguinte. Sua data original de lançamento, 30 de setembro de 2016, foi anunciada no evento. Tabata comentou que essa data fora decidida em 2013 baseada na projeção do tempo de desenvolvimento e custos. Rumores começaram a circular em agosto que XV seria adiado em dois meses. O diretor posteriormente confirmou que o lançamento mundial fora adiado até 29 de novembro, emitindo uma nota de desculpas aos fãs pelo atraso. A razão dada foi que a equipe não estava satisfeita com a qualidade geral, mesmo com o título estando totalmente jogável, então mais tempo seria dedicado para polimento. Além disso, Tabata queria dar a jogadores sem conexão com a internet uma experiência total sem a necessidade de uma atualização de primeiro dia. O diretor admitiu depois que foi ele quem pediu pela extensão depois de um disco master ter sido criado para a distribuição em massa. Atualizações pós-estreia permitiram suporte para os modelos PlayStation 4 Pro e Xbox One X, possuindo aprimoramentos nos gráficos, resolução e contagem de quadros.
A localização norte-americana foi dirigida por Dan Inoue. Um dos aspectos da localização foi o uso de sotaques diferentes com o objetivo de mostrar que os personagens eram oriundos de diferentes regiões do mundo: um exemplo citado foi Ignis, que fala com um sotaque britânico enquanto todos os outros possuem sotaques norte-americanos. Uma das primeiras questões que surgiu logo após o lançamento de Episode Duscae foi o dublador em inglês de Noctis. Sua voz no demo estava um pouco grossa, fazendo o personagem parecer mais velho e menos enérgico que sua contraparte japonesa. Isto foi explicado como tendo sido causado pelo pouco tempo, tirando de Tabata a oportunidade de identificar o problema e regravar as falas antes da estreia. A dublagem foi refeita depois de Episode Duscae a fim de melhor representar a personalidade de Noctis. Outras questões também foram levantadas sobre as falas em inglês de Ignis, que mudavam aspectos de sua caracterização, além da alteração do nome da personagem Cindy do original Cidney. O diretor revelou depois que o principal motivo para os atrasos de XV estava relacionado com sua localização de depuramento, já que a equipe queria levar o jogo para o ocidente o mais próximo possível do lançamento japonês. Além das dublagens em japonês, inglês, francês e alemão e legendas nesses mesmos idiomas, o título também foi localizado em texto em espanhol latino americano e português brasileiro, a primeira vez que um jogo Final Fantasy foi localizado nesses dois últimos idiomas.

#### Versões e edições

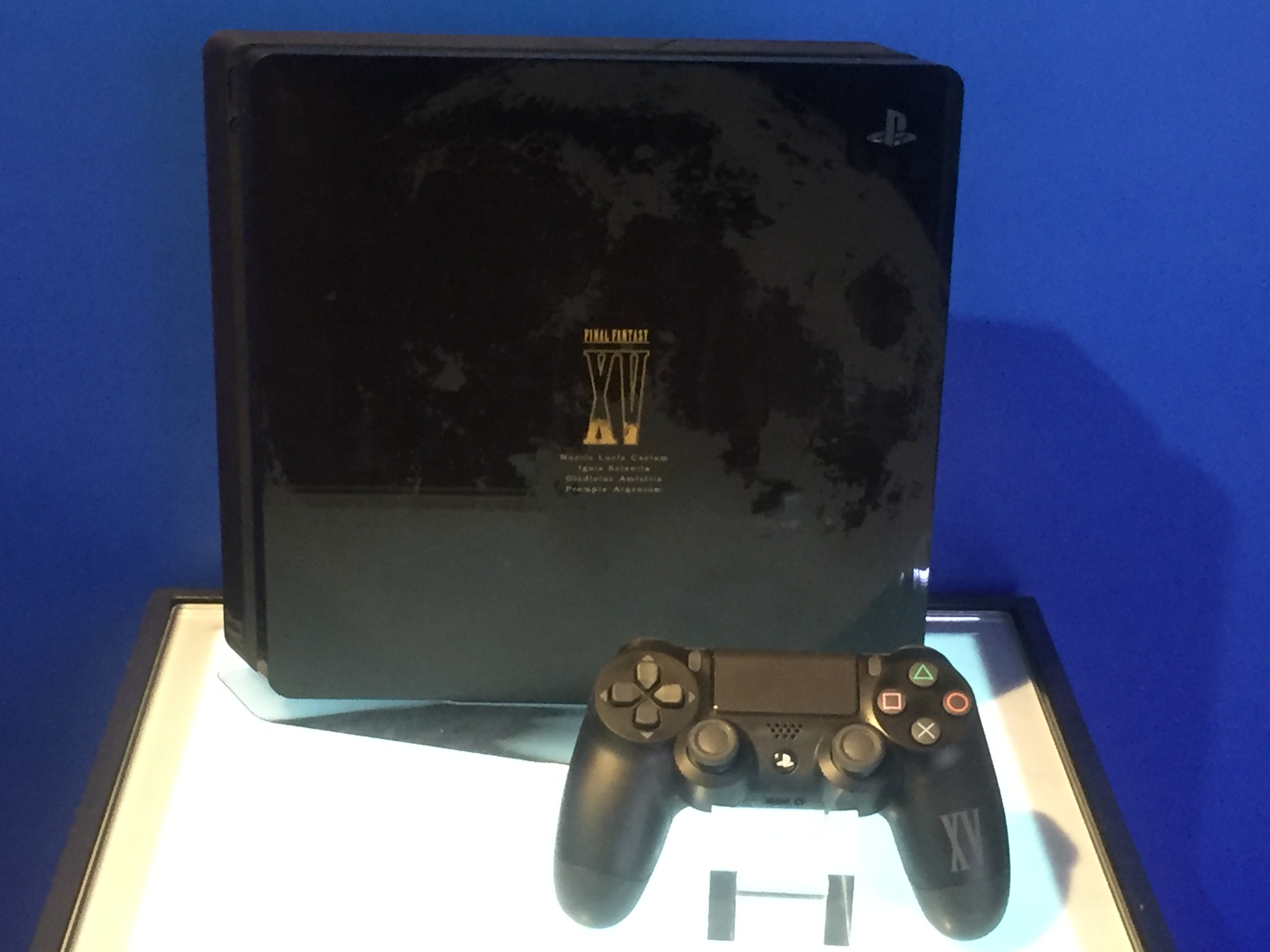
Um exemplar da Edição Luna, console PlayStation 4 temático produzido em parceira entre Square Enix e Sony.

Além da edição padrão do jogo, foram criadas edições Dia Um, Deluxe e Colecionador. A primeira vinha com uma cópia de XV, a espada exclusiva Masamune e elementos específicos de cada plataforma como avatares da Xbox Live e temas de PlayStation 4. A Edição Deluxe vinha com uma cópia em Blu-ray de Kingsglaive, uma caixa de metal para o jogo com a capa desenhada por Amano e conteúdos promocionais na forma de uma roupa nova para Noctis e uma cor alternativa para o Regalia. A Edição de Colecionador continha todos os elementos da edição Deluxe, mais um Blu-ray com Brotherhood, um álbum com seleções da trilha sonora, um livro de arte, mais conteúdos promocionais como itens dentro do jogo e um boneco de Noctis. As pré-vendas começaram em 30 de março, com a Edição de Colecionador sendo limitada a trinta mil unidades. Dez mil cópias adicionais da Edição de Colecionador foram produzidas devido a alta demanda. A quantidade limitada se deu pelas dificuldades de produção do boneco de Noctis.
A Square Enix colaborou com a Sony na produção de um console PlayStation 4 temático: ele foi chamado de "Edição Luna" e vinha com o console, uma cópia do jogo, uma cópia de Kingsglaive e vários conteúdos para download. Este pacote só estava disponível no Japão, América do Norte e Europa, com a versão da América do Norte sendo exclusiva da GameStop. A Europa recebeu um pacote padrão contendo um console normal e uma cópia do jogo. Edições digitais especiais para ambos os consoles adicionavam armas e elementos cosméticos ao jogo. Amas as versões vinham com um passe de temporada permitindo acesso a todos os conteúdos para download. Uma "Edição Real" foi lançada posteriormente em 6 de março de 2018, junto com a versão para Windows. Esta incluía todos os conteúdos para download lançados até então mais elementos adicionais como novos chefões, sequências de história e mitologia. O conteúdo da Edição Real também foi disponibilizado como um pacote de expansão para as versões padrões do jogo.
Uma versão para computadores Microsoft Windows foi lançada digitalmente em 6 de março de 2018 por meio da Steam e Origin. Intitulada Final Fantasy XV: Windows Edition, foi desenvolvida pela Square Enix em parceria com a Nvidia usando uma versão atualizada do motor de jogo Luminous Studio, incluindo vários aprimoramentos gráficos e todos os conteúdos para download gratuitos e pagos. Uma versão para celulares chamada Final Fantasy XV: Pocket Edition foi lançada em 9 de fevereiro de 2018. É um recriação para iOS e Android, tendo a mesma história central e jogabilidade ao mesmo tempo usando um estilo artístico diferente e controles adaptados para jogadores casuais. A história ocorre no decorrer de dez episódios, com o primeiro sendo gratuito, enquanto o resto precisa ser comprado separadamente. A Pocket Edition foi depois lançada digitalmente em 7 de setembro de 2018 para PlayStation 4 e Xbox One e em 13 de setembro para Nintendo Switch.

### Conteúdo extra
Conteúdos para download gratuitos e pagos estavam em planejamento desde abril de 2016, com os pagos sendo descritos como uma necessidade pelos custos de produção. Os planos foram finalizados em junho, com uma equipe pequena trabalhando neles enquanto o jogo principal era finalizado. O principal objetivo era fazer os jogadores sentirem que tinham efetuado uma boa compra. A produção total começou assim que XV foi completado. Seus desenvolvimentos foram liderados por Haruyoshi Sawatari, que assumiu como produtor quando Tabata decidiu pedir pelo adiamento do lançamento; o diretor focou-se no polimento do título enquanto o produtor criou os conteúdos extras junto com um grupo de desenvolvedores, porém Tabata continuou a supervisionar a produção. Apesar de conteúdos de história focados em cada personagem principal poderiam minar o apelo do enredo principal, Sawatari afirmou que isso dava a chance para os personagens crescerem como indivíduos antes de retornarem para o grupo e fortalecê-lo. A Square Enix salientou que os conteúdos extras não era partes cortadas do jogo principal, mas sim obras originais que proporcionariam novas experiências aos jogadores.
A atualização do primeiro foi chamada de "atualização da Coroa". Além de ajustes de jogabilidade como galerias e a habilidade de convocar monstros para as batalhas, foram adicionadas cenas de computação gráfica de Kingsglaive e Omen, com uma funcionalidade de mídias sociais sendo incorporada a fim de permitir que as fotos tiradas dentro do jogo fossem postadas no Facebook e Twitter. O conteúdo foi resultado de desenvolvimentos adicionais realizados após a finalização do jogo. A Square Enix recebeu várias opiniões depois da estreia de XV sobre o conteúdo da história e sequências durante o Capítulo 13 do enredo, onde o estilo de jogabilidade e dificuldade mudam drasticamente. A empresa acabou por anunciar conteúdos extras gratuitos que ajustariam a jogabilidade do capítulo e adicionariam mais cutscenes de história para expandir as motivações dos personagens que acabaram não sendo explicadas no jogo base. Essas alterações do Capítulo 13 e outras porções do final de XV foram lançadas em 28 de março de 2017.
Dois eventos de tempo limitado foram desenvolvidos para o jogo. O "Festival Moogle Chocobo" foi um festa que possuía minijogos temáticos dos mascotes chocobos e moogles da série, ocorrendo entre janeiro e fevereiro de 2017. O festival foi trazido de volta de julho a agosto do mesmo ano. XV realizou entre agosto de 2017 e janeiro de 2018 uma colaboração com o jogo Assassin's Creed Origins da Ubisoft, tendo uma história paralela e acessórios especiais temáticos. Um item em particular que desbloqueava um figurino temático durante o segundo evento havia sido oferecido durante o Festival Moogle Chocobo. A colaboração também viu elementos de XV incluídos em Origins.
Os conteúdos extras planejados incluíam um pacote de armas, três episódios de história estrelando os companheiros de Noctis e aquilo que foi chamado de "pacote de expansão online". Este último foi uma expansão que permitia batalhas multijogador online com até quatro jogadores. Intitulado de Comrades, ele se passa no buraco narrativo de dez anos da parte final do jogo principal, focando-se em personagens membros da Kingsglaive criados pelos jogadores enquanto combatem monstros. O primeiro conteúdo de história foi Episode Gladiolus e foi lançado em 28 de março de 2017, tendo Gladiolus como protagonista e uma história envolvendo o personagem recorrente Gilgamesh. O segundo conteúdo extra foi Episode Prompto, que estreou no dia 27 de junho e tinha Prompto como personagem jogável, ocorrendo durante um buraco narrativo tarde no enredo principal, com a jogabilidade transformando-se em um tiro em terceira pessoa com algumas mecânicas furtivas. Episode Ignis foi lançado em 13 de dezembro de 2017 e acompanha Ignis junto com Ravus Nox Fleuret para protegerem Noctis após o ataque a Altissia.
Episode Ardyn foi lançado em 26 de março de 2019. Um curta-metragem de anime intitulado Episode Ardyn Prologue, detalhando a origem e queda do personagem, estreou em 12 de fevereiro. A história da expansão se passa trinta anos antes do jogo principal e mostra como Ardyn foi encontrado por Niflheim e começou a tramar sua vingança contra Lucis. O planejamento de Episode Ardyn originou-se em Episode Ardyn Prologue, que foi decidido após uma votação em 2017 sobre qual personagem deveria receber um conteúdo extra. O formato de anime fora escolhido por Episode Ignis até então seria a última expansão. O curta foi produzido pela Satelight sob a supervisão da Square Enix. Segundo a equipe, o objetivo do conteúdo extra era mostrar mais emoções em Ardyn, com a jogabilidade mais acrobática de Episode Ignis também sendo incorporada.

#### Cancelados
Episode Ignis seria o último conteúdo extra pós-lançamento, entretanto a equipe decidiu expandir os conteúdos para 2018 e além por pedidos dos jogadores, focando-se no aprofundamento dos personagens e mitologia do mundo. Uma história extra em quatro partes intitulada The Dawn of the Future foi originalmente anunciada para 2019. Seriam episódios dedicados a Ardyn, Aranea, Lunafreya e Noctis, com o enredo expandindo a narrativa base e oferecendo um novo enredo em que o grupo desafiaria seus destinos com o objetivo de criarem um futuro ideal, encerrando-se com um final alternativo para a narrativa original do jogo. Tabata chamou esse novo conjunto de conteúdos extras de "Temporada 2" de XV, que criariam uma nova história enquanto arrumariam as pontas soltas encontradas no enredo e mitologia. Entretanto, o diretor anunciou em novembro de 2018 que deixaria a Square Enix e consequentemente todos os outros episódios previstos foram cancelados pela empresa, com a exceção de Episode Ardyn.
Todo o conteúdo abandonado pela saída de Tabata foi transformado em um romance chamado Final Fantasy XV: The Dawn of the Future. Ele foi lançado no Japão em 25 de abril e detalha a história partir da perspectiva de Ardyn, Aranea, Lunafreya e Noctis, com esse eventos levando a um destino alternativo para Eos. O romance foi escrito por Emi Nagashima sob o peseudônimo Jun Eishima, que anteriormente tinha escrito materiais adicionais para XIII e Nier: Automata, baseado em materiais proporcionados pela equipe de desenvolvimento de XV. Uma tradução para inglês de The Dawn of the Future foi publicada na América do Norte em 14 de julho de 2020.

## Recepção

### Crítica
Final Fantasy XV foi bem recebido pela crítica especializada ao ser lançado. No agregador de resenhas Metacritic, a versão de PlayStation 4 possuí um índice de aprovação de 81/100 baseado 109 críticas, enquanto a versão de Xbox One tem uma nota média de 83/100 a partir de treze críticas. Philip Kollar da Polygon descreveu o título como "bombástico, estranho, surpreendente e, muitas vezes, brilhante", enquanto David Roberts da GamesRadar elogiou o jogo por tentar algo novo e afirmou que ele era uma "linda bagunça [...] uma bagunça fascinante, excitante, ousada e inescrutável". Já Mollie L. Patterson da Electronic Gaming Monthly achou que XV "parece incompleto muitas vezes, porém há suficiente para se amar aqui", e Kirk McKeand da Digital Spy escreveu que o jogo era "bizarro" e com diversos problemas mas que ainda assim estava "cheio de personalidade".
O combate foi bem recebido. Vince Ingenito da IGN escreveu que o combate em tempo real foi a melhor mudança implementada em XV em relação aos seus antecessores, elogiando a inteligência artificial dos companheiros de Noctis e a plasticidade das lutas, porém achou que as mecânicas eram simples e podiam deixar os combates passivos. Peter Brown da GameSpot também elogiou a fluidez das batalhas em tempo real e os inimigos enfrentados, porém achou que os monstros convocáveis eram desnecessariamente difíceis de serem utilizados. Jonathan Leack da Game Revolution afirmou que a jogabilidade era "excitante, oferece diversidade [...] e pode ser estratégica". Andrew Reiner da Game Informer gostou do combate por ser um bom híbrido entre ação e RPG, destacando a grande variedade de estratégias de abordagem oferecida. Chris Carter da Destructoid disse que havia alguns pequenos problemas com a inteligência artificial, porém gostou das nuances que ele apresentava e o método de progressão.
O mundo aberto de jogo e exploração também receberam elogios, mas assim como algumas críticas. Kollar afirmou que o mundo era "interessante, muito detalhado e implora para ser explorado". Brown falou bem do mundo aberto, comentando que era igualmente lindo e desafiador, porém achou que abordar missões paralelas no mundo distraia o jogador da narrativa principal. Leack afirmou que o mundo aberto era bem sucedido em convidar o jogador a explorá-lo, destacando o quão visualmente bonito o mundo de XV era. Carter gostou que não haviam transições entre as diferentes áreas do mundo, também achando que Eos era "praticamente do tamanho perfeito". Reiner criticou a exploração por possuir momentos "onde nada além de viagem acontece" e pedaços do mundo que não possuem nada para se fazer, destacando a jogabilidade do Regalia como um ponto especialmente negativo. Já Patterson sentiu que os ambientes eram "muito espaçados, desolados e até chatos", resumindo-os como um "desperdício de tempo pela equipe de desenvolvimento".
Já a história e os personagens foram recebidos de forma mista. Carter afirmou que os quatro personagens principais eram interessantes e que o enredo principal era fácil de ser acompanhado. Reiner comentou que a narrativa era divertida e emocionante, sendo possível sentir a camaradagem entre Noctis e seus amigos. Ingenito também elogiou o grupo principal por como sua amizade e respeito mútuo foram representados, porém achou que o enredo era incoerente. Kollar achou que os quatro protagonistas eram o "coração pulsante" de XV, mas a história era a parte mais inconsistente do jogo. Roberts também elogiou os personagens principais, todavia definiu a narrativa principal como "uma bagunça", comentário este também feito por McKeand. Por outro lado, Brown sentiu que a história não permitiu que os personagens fossem desenvolvidos o bastante para ganharem a afeição do jogador. Leack escreveu que faltava carisma aos protagonistas e que os elementos de enredo recebiam pouca prioridade. Já Patterson foi ainda mais severa, afirmando que XV "falha na arte básica de se contar uma história", criticando o título pela falta de mais exposição e por depender do jogador ter assistido materiais midiáticos externos, como Brotherhood e Kingsglaive, para melhor compreensão do enredo e seus personagens.

### Vendas
A versão para PlayStation 4 ficou em primeira nos mais vendidos do Japão com 690.471 unidades, enquanto a versão de Xbox One vendeu 3.791 cópias. O número total de vendas japonesas ficou em 694.262. Vendas na segunda semana ficaram em 79.792 unidades, uma queda de 88% em relação a semana de estreia. Números de janeiro colocaram as vendas japonesas entre novecentas mil e um milhão de cópias. O lançamento de XV também impulsionou a venda de consoles PlayStation 4 no Japão, com 76.848 unidades a mais sendo vendidas em relação a semana anterior. O título estreou no Reino Unido na segunda posição de mais vendidos, alcançando a marca de segunda maior estreia britânica de um jogo da série atrás de XIII. XV foi o segundo jogo mais vendido nos Estados Unidos em dezembro, atrás de Call of Duty: Infinite Warfare.
XV vendeu mundialmente aproximadamente cinco milhões de unidades físicas e digitais em apenas 24 horas depois de seu lançamento, números esses quer permitiram que o jogo cobrisse seus custos de produção. Isto fez de XV o maior lançamento da história da franquia Final Fantasy. Ele teve o maior número de vendas de cópias digitais no Japão até então, estabelecendo recordes de vendas físicas e digitais em toda região da Ásia. Tabata comentou sobre os números, revelando que as boas vendas até aquele momento tinham salvado a franquia Final Fantasy como um todo, que estava vendo um declínio comercial nos anos anteriores. A Square Enix relatou que XV e Rise of the Tomb Raider foram grandes contribuidores no aumento da renda da companhia para o ano fiscal de 2016. Ele já tinha vendido mais de 8,4 milhões de cópias até novembro de 2018.

### Prêmios
XV foi indicado e venceu diversos prêmios entregues por publicações especializadas. Ele foi escolhido como o Jogo do Ano pela DualShockers, RPGFan e pelos leitores do RPG Site, além de receber um "Prêmio de Excelência" pela Japan Game Awards. O título apareceu nas listas de melhores do ano da GameSpot, GamesRadar, The Verge, Time e Eurogamer. O jogo foi eleito o melhor RPG pela National Academy of Video Game Trade Reviewers (NAVGTR), recebendo indicações pela IGN, The Sixth Axis e The Game Awards. Sua música foi premiada pelo RPG Site e RPGFan, tendo sido indicada pela IGN, Hardcore Gamer e The Sixth Axis. "Stand by Me" venceu o prêmio de melhor canção pela NAVGTR, enquanto a RPGFan premiou XV como melhor projeto sonoro. Seus gráficos e visuais receberam indicações por parte da IGN, Golden Joystick Award e em diversas categorias da NAVGTR. Seus personagens também receberam prêmios, com Noctis, Prompto e seu elenco como um todo vencendo os prêmios de melhor protagonista, coadjuvante e elenco geral pela RPGFan, enquanto a Game Informer escolheu Ignis como o melhor sidekick. Por fim, a Game Informer também premiou XV como o jogo de melhor suporte pós-lançamento.